# Patrizia Falcone
Patrizia Falcone (Milà, 1961) és una arquitecta italiana establerta a Barcelona. Va estudiar a la Facultat d'Arquitectura del Politècnic de Milà, on es va titular el 1984. Des de 1991 és cap de l'Àrea de Projectes i Obres de Parcs i jardins de Barcelona.
En funció del seu càrrec ha restaurat diversos parcs i jardins de la ciutat comtal, com el Parc del Castell de l'Oreneta (1993), el Parc del Laberint d'Horta (1994), els Jardins de Can Sentmenat (1995), els Jardins de la Tamarita (1996), els Jardins del Palau de les Heures (1999), el Turó Park (2001), els Jardins de Laribal (2002) i els del Teatre Grec (2009). El 1999 va ampliar el Parc de l'Estació del Nord, i el 2011 el Parc del turó del Putget. També ha realitzat diversos parcs i jardins de disseny propi, com el Bosquet dels Encants (1995, actualment desaparegut), el Mirador del Poble Sec (1995), Can Miralletes (1997), els Jardins de Rosa Luxemburg (1999), la transformació de l'antic Parc d'atraccions de Montjuïc en els Jardins de Joan Brossa (2003) i el Parc de la Primavera (2007). El 2003 va realitzar el Memorial de la SIDA al Jardí d'Aclimatació de Barcelona, en col·laboració amb Lluís Abad.